# 션 리 (가수)
션 리(Sean Lee, 본명: 이성호, 1992년 ~)는 대한민국의 가수이다. 프로듀싱 그룹 플라스틱의 멤버로 활동하였으며 듀오 비오케이(BoK)로도 활동했다.
2010년에 《슈퍼스타 K2》에서 TOP24에 들면서 이름을 알리게 되었다.

## 음반
- 《Bye Bye》 (2010년)
- 《My Story》 (2012년)
- 《사랑 사랑 사랑》 (2013년)
- 《U》 (2013년)
- 《이별선물》 (2013년)
- 《Don't Know Y》 (2014년)
- 《너.로.길》 (2015년)
- 《만약에》 (2015년)
- 《해피크리스마스》 (2015년)
- 《Love Falling》 (2015년)
- 《스무살》 (2016년)
- 《청춘약국》 (2016년)
- 《첫사랑》 (2016년)
- 《기분좋은날》 (2016년)
- 《떠나지마》 (2016년)
- 《11시11분》 (2016년)
- 《바람이 분다》 (2017년)
- 《오늘 뭐 먹지》 (2017년)
- 《샹들리에》 (2017년)

### 참여 음반
- 《파파브라더스 - I Believe》 (2013년)
- 《빨간머리앤 - 정말 널 사랑하나봐》 (2013년)
- 《나비 - 왜 날 니여자로 만드니》 (2013년)
- 《디헤븐 - 니가 미워 눈물이 흐르네》 (2013년)
- 《메이린 - 그리워 모든게 그리워》 (2014년)
- 《플라스틱- 강남역 4번 출구》 (2014년)
- 《디헤븐 - Falling In Love》 (2014년)
- 《사이퍼 - Show Me What You Got》( 2014년)
- 《플라스틱 - 닭살커플송》 (2014년)
- 《플라스틱 - You&I》 (2015년)
- 《플라스틱 - 층간스캔들》 (2015년)
- 《Andy A47 - I'm Ok》 (2017년)
- 《IRONY - 가디건》 (2017년)

### 뮤직 비디오
- 《나비&오윤혜 - 내 남자가 웁니다》 (2013년)
- 《플라스틱 - 가지마 가지마》 (2014년)

## 방송출연
- 《슈퍼스타 K2》 (2010년, Mnet)
- 《엠카운트다운》 (2010년, Mnet)
- 《엠루키즈》 (2010년, Mnet)
- 《엠슈퍼콘서트》 (2010년, Mnet)
- 《옹달샘 꿈꾸는 라디오》 (2010년, MBC 에브리원)
- 《켠김에 왕까지》 (2013년, 온게임넷)
- 《라이브 파워 뮤직》 (2013년, Y-STAR)
- 《쇼챔피언》 (2013년, MBC 뮤직)
- 《더쇼》 (2013년, SBS MTV)
- 《음악중심》 (2013년, MBC)
- 《스타 잉글리시》 (2014년, EBS English)
- 《설특집 아이돌스타 육상 양궁 풋살 컬링 선수권대회》 (2014년, MBC)
- 《브라질월드컵 특집 아이돌 풋살 월드컵》 (2014년, MBC)
- 《설특집 아이돌스타 육상 농구 풋살 양궁 선수권대회》 (2015년, MBC)
- 《한류스타 리포트 & 생방송 스타뉴스》 (2015년, K STAR)
- 《착한콘서트》 (2016년, 딜라이브)
- 《Pops in Seoul》 (2016년, arirang TV)
- 《청춘 버스킹》 (2017년, TBC)
- 《대구포크페스티벌》 (2017년, 대구 MBC)
- 《Simply K-Pop》 (2017년, arirang TV)
- 《Tour vs Tour》 (2017년, arirang TV)
- 《열린예술무대 뒤란》 (2017년, UBC)

### 드라마
- 《산 너머 남촌에는》 (2014년, KBS 1TV)

### 라디오
- 《안선영의 라디오가 좋다》 (2011년, SBS 라디오)
- 《황승환의 엔돌핀 충전》 (2012년, 원음방송)
- 《스포츠 위크엔드》 (2013년, TBS eFM)
- 《슈퍼 케이팝》 (2014년, 아리랑 라디오)
- 《장벽진의 바운스 바운스》 (2015년, 경기방송)
- 《김상태의 기분 좋은 12시》 (2015년, 원음방송)
- 《K-popular》 (2016년, TBS EFM)
- 《달콤한 밤, 황진하입니다》 (2016년, TBS 교통방송)
- 《박현준의 라디오 가가》 (2016년, 경인방송)
- 《정오의 희망곡》 (2016년, 대전 MBC 라디오)
- 《한낮의 가요선물 이동우, 김다혜입니다》 (2017년, PBC 평화방송)
- 《강영운의 딱좋은라디오》 (2017년, KNN 라디오)
- 《문현아의 카페인》 (2017년, 경인방송)